# Ferdynand Kudelka
Ferdynand Kudelka (ur. w sierpniu 1842 w Kętach, Galicja, zm. 15 maja 1906 w Krakowie) – polski historyk amator, jeden z prekursorów badania staropolskiej sztuki wojennej. Był samoukiem bez formalnego wykształcenia akademickiego.
Jego ojciec Karol, z pochodzenia Czech, był burmistrzem Kęt, matka Barbara z Scholtzów pochodziła z rodziny niemieckiej. Młodszym bratem Ferdynanda był Szczęsny, przyrodnik, hodowca buraków cukrowych, profesor Akademii Rolniczej w Dublanach.
Uczęszczał do szkoły w Wadowicach, następnie do Gimnazjum Św. Anny w Krakowie. W 1859 wstąpił do wojska austriackiego, gdzie ukończył szkołę kadecką przy 56 pułku piechoty. Uczestniczył w kampanii włoskiej 1859, walczył także na froncie wojny austriacko-pruskiej, uczestnicząc m.in. w bitwie pod Sadową w lipcu 1866. Odszedł ze służby wojskowej w stopniu kapitana w 1872. Pracował jako urzędnik pocztowy w Tarnowie, Krakowie (ok. 1880–1886 i od 1900) i Nowym Sączu (1886-1900).
Pod wpływem doświadczeń wyniesionych ze służby wojskowej, a także własnych badań prowadzonych w bogatym księgozbiorze Maksymiliana Marszałkowicza w Kamienicy (woj. małopolskie), do którego dostęp uzyskał dzięki więzom rodzinnym żony Teofili z Bossowskich, podjął ideę opracowania naukowego polskich bitew XVI i XVII wieku. Prowadził m.in. badania archiwalne w Krakowie. Zaliczany jest do twórców polskiej historiografii wojskowej, obok m.in. Tadeusza Korzona, Konstantego Górskiego i Edwarda Kotłubaja. Jego pracom zarzuca się wyolbrzymianie polskich sukcesów militarnych (co w oczach autora miało stanowić przeciwwagę publikacji historyków niemieckich) oraz brak krytycznego podejścia do źródeł. Wśród zalet prac Kudelki podkreśla się natomiast wartościowy szkic zachodnioeuropejskiego tła opisywanych wydarzeń, a także pionierski charakter badań.
Publikował głównie na łamach pism "Ateneum", "Bellona", "Prezgląd Powszechny". Ogłosił m.in.:
- Bitwa pod Kircholmem 27 IX 1605 r. ("Ateneum", 1883)
- Bitwa pod Lubieszowem 17 IV 1577 r. ("Rozprawy Akademii Umiejętności Wydziału Historyczno-Filozoficznego", 1877)
- Bitwa pod Kłuszynem 4 VII 1610 r. ("Bellona", 1920)
- Bitwa pod Humiennem 1619 ("Przegląd Powszechny", 1902)
- Siły polskie w odsieczy wiedeńskiej (1884)

Kudelka był również autorem artykułów dotyczących taktyki wojskowej dawnej i współczesnej (w języku niemieckim). Wiele prac pozostawił w rękopisie (m.in. szersze ujęcie bitwy pod Kłuszynem i dzieje walk lisowczyków), spuścizna rękopiśmienna Kudelki zaginęła w czasie II wojny światowej.
Z małżeństwa z Teofilą Bossowską miał dwóch synów, Tadeusza i Władysława (botanika).